# Frigga Peak
Der Frigga Peak (in Argentinien Pico Frigga und Montaña Newbery, in Chile Montaña Orión) ist ein 1570 m hoher Berg auf der Antarktischen Halbinsel. Er ragt an der Foyn-Küste des Grahamlands an der Südflanke des Anderson-Gletschers auf.
Der Falkland Islands Dependencies Survey (FIDS) kartierte ihn 1947 anhand eigener Vermessungen. Luftaufnahmen entstanden im Dezember 1947 bei der US-amerikanischen Ronne Antarctic Research Expedition (1947–1948). Der FIDS benannte den Gletscher nach Frigga, einer Göttin aus der germanischen Mythologie, in der sie als Weberin der Wolken gilt. Benennungshintergrund ist die markante Wolkenbildung am Gipfel des Berges. Argentinische Wissenschaftler benannten ihn alternativ nach dem Zahnarzt und Flugpionier Eduardo Federico Newbery (1872–1908). Namensgeber der chilenischen Benennung ist dagegen die Orión, ein Fabrikschiff des norwegischen Unternehmers Adolf Amandus Andresen (1872–1940), Geschäftsführer der Walfanggesellschaft Sociedad Ballenera de Magallanes im chilenischen Punta Arenas.